# Kadrina, Estonia
Kadrina este un târgușor (localitate urbană) situat în partea de nord a Estoniei, în regiunea Lääne-Viru. Este reședința comunei Kadrina.

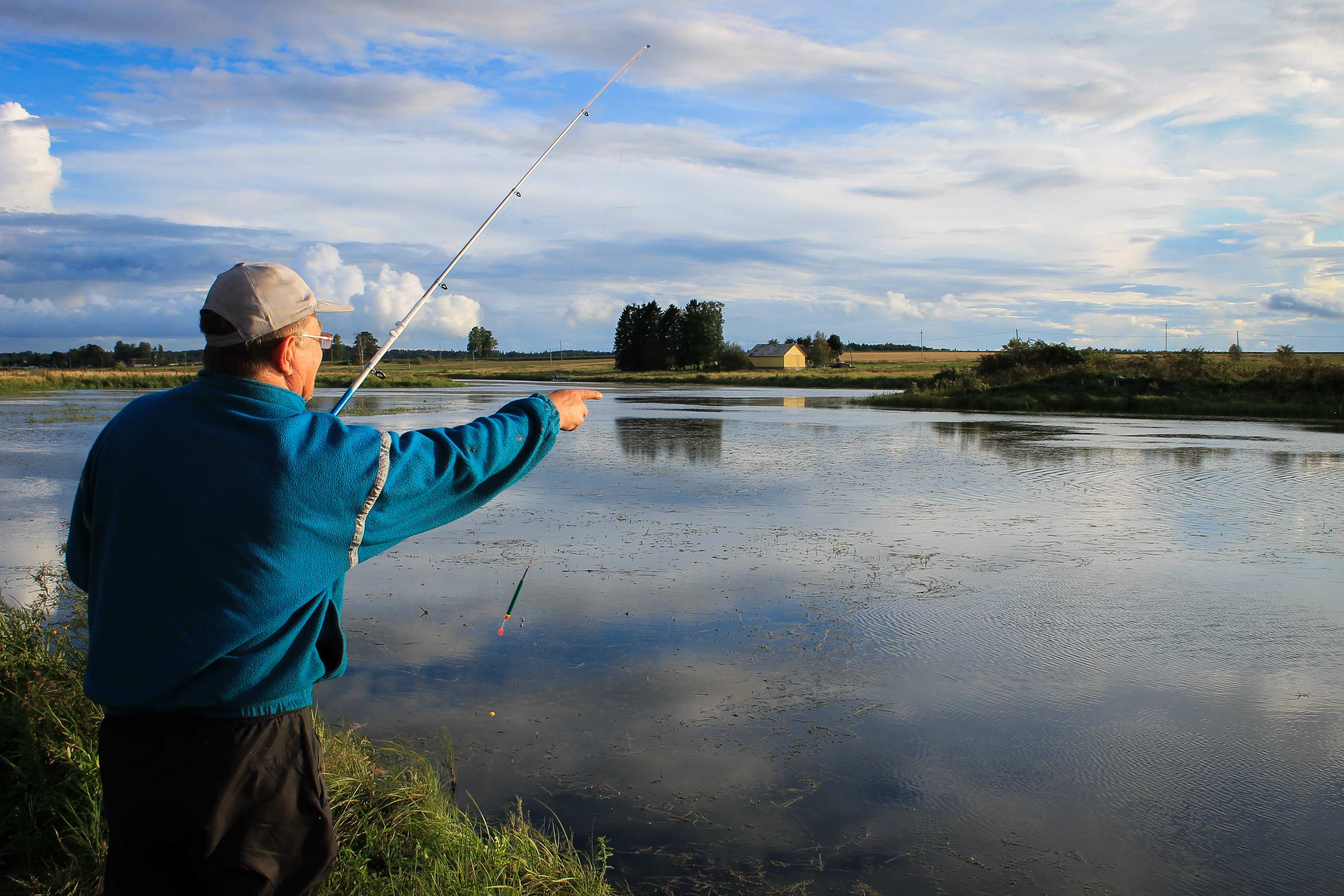
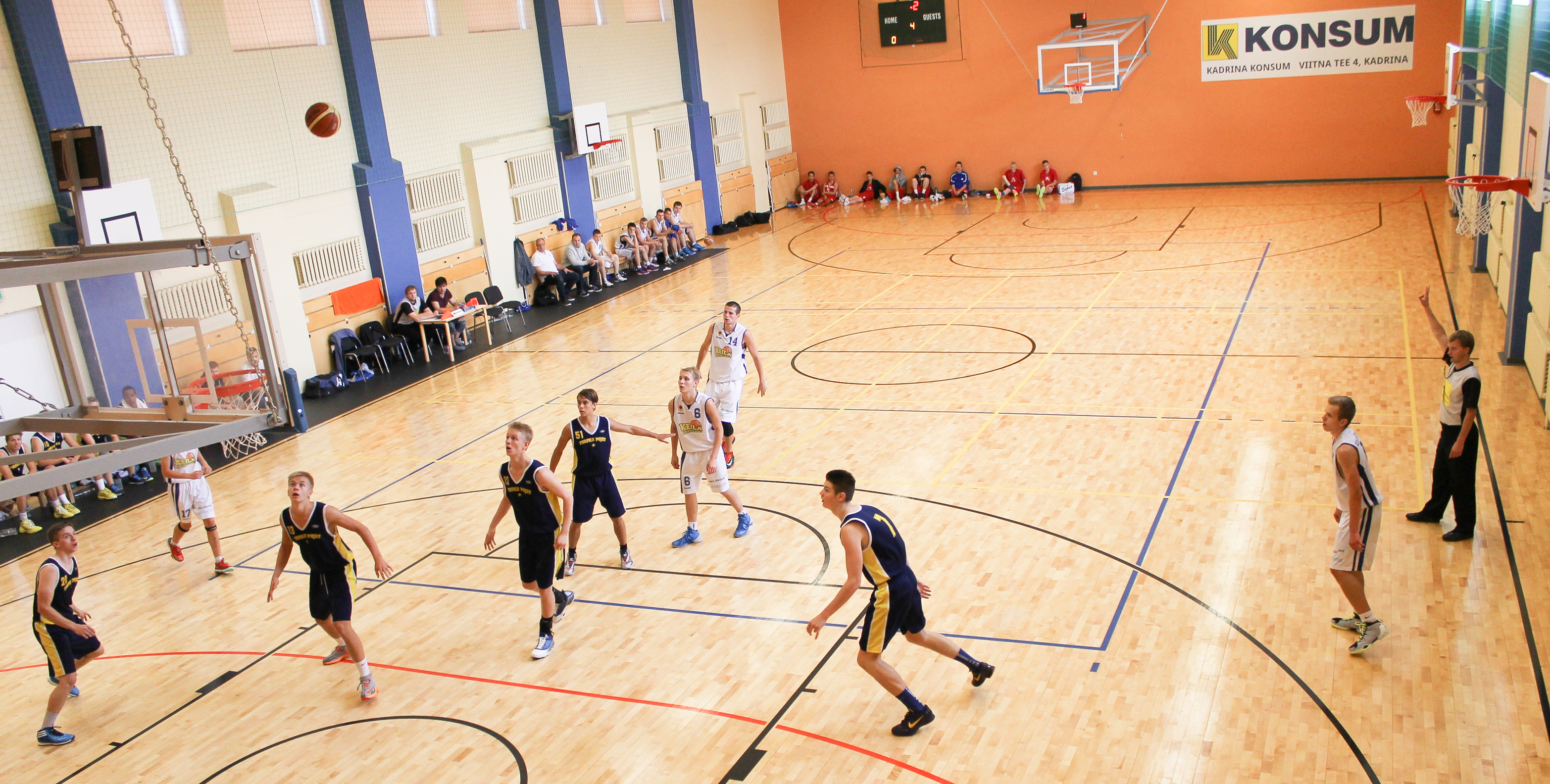
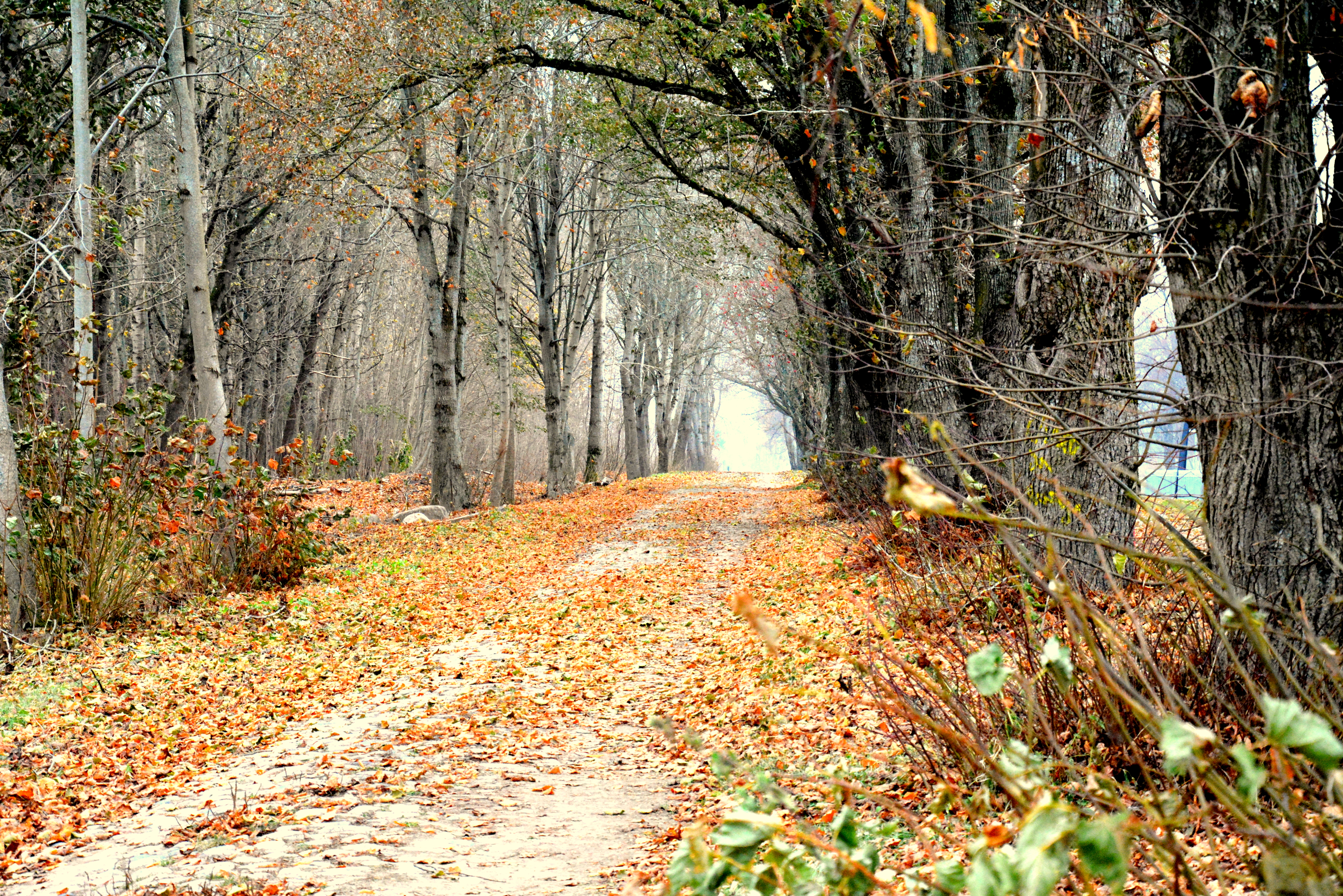
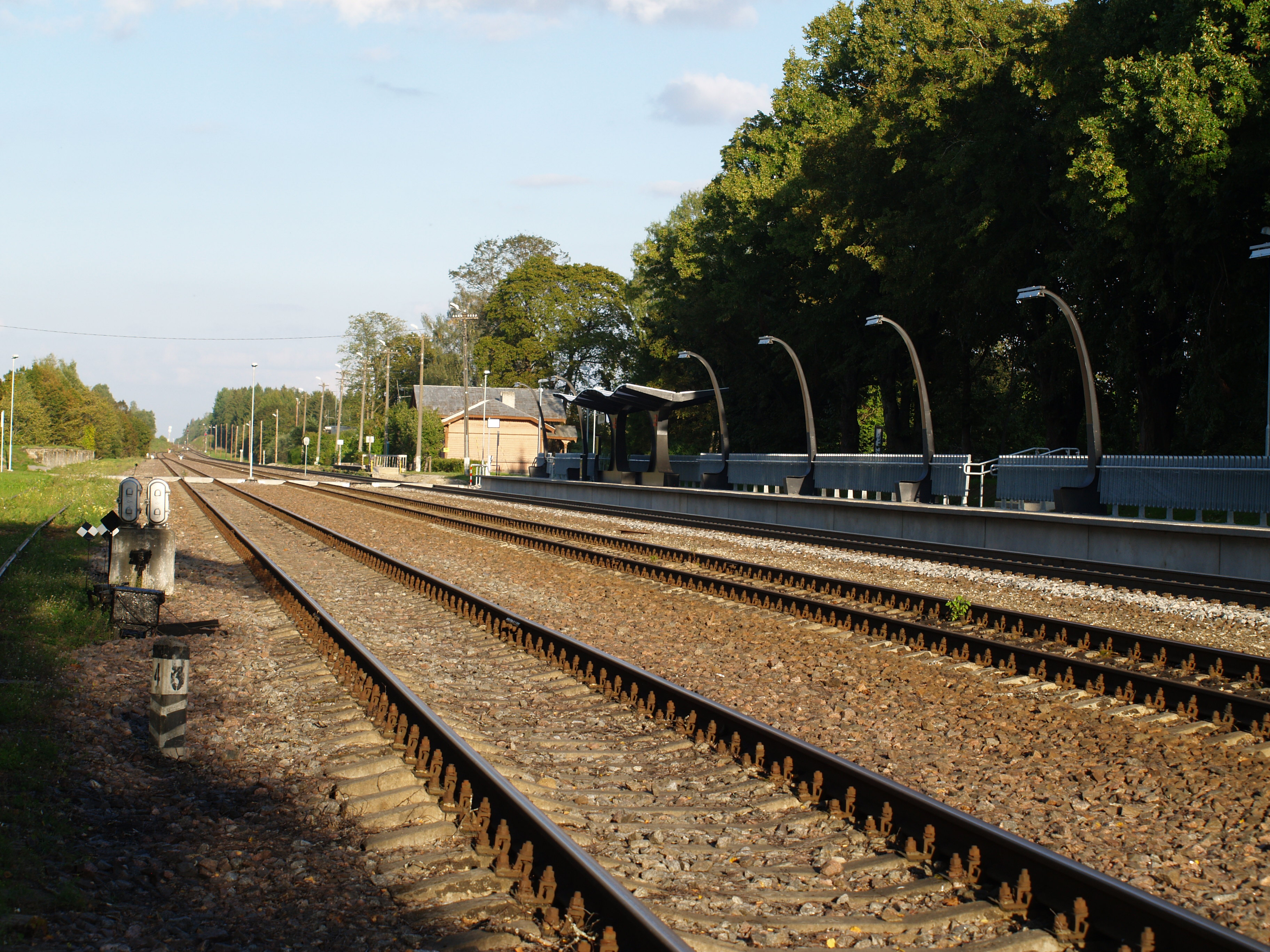